# Cap Adare
El cap Adare és un cap de la costa de l'Antàrtida a la punta de la península Adare, que marca el començament occidental del mar de Ross, i està envoltat per la serralada de l'Almirallat. El lloc va ser un campament base important durant l'edat heroica de l'exploració de l'Antàrtida.
El cap Adare es considera el punt d'arrencada dels massissos de les muntanyes transantàrtiques, per la qual cosa és un dels punts extrems del límit entre els dos grans sectors del continent: l'Antàrtida Oriental i l'Antàrtida Occidental. És també el punt que marca el límit entre la costa Pennell i la costa Borchgrevink de la Terra de Victòria.
Fou descobert per James Clark Ross l'any 1841 i l'anomenà així en honor del seu amic el vescomte d'Adare.